# Gabriel Tchango
 (mai 2021).
Gabriel Tchango est un homme politique gabonais. 

Ancien ministre sous Omar Bongo, ancien député et maire de la ville de Port-Gentil.

## Biographie

### Enfance, éducation et débuts
Gabriel Tchango est né en 1960 à Port-Gentil, 

### Carrière
Gabriel Tchango intègre l’entreprise Total en 1980.
Engagé en politique en 2000 à titre indépendant, il est élu député du PDG en 2001. En 2006, il est élu deuxième secrétaire de l’Assemblée Nationale.
En 2011, il est réélu député. Il sera Ministre des Eaux, Forêts et Ministre du Commerce et ministre d’État en charge de l’Élevage et de la Pêche. Il dirige aussi l'African Growth and Opportunity Act (AGOA) pendant deux ans.
En 2015, Gabriel Tchango devient maire de la ville de Port-Gentil,. 
En 2024, il est démis de ses fonctions de maire par le Comité de Transition pour la Restauration des Institutions.